# هوراسيو لوغو
هوراسيو لوغو (بالإسبانية: Horacio Lugo)‏ (8 فبراير 1965 ببوينس آيرس في الأرجنتين - ) هو لاعب كرة قدم أرجنتيني في مركز الهجوم. لعب مع تشاكاريتا جيونيورز ولوس أنديس ونادي بالستينو ونادي أليانزا ‏ ونادي كونسيبسيون ‏ وDeportivo Zacapa ‏ ونادي أورورا.